# Darke County
Darke County är ett administrativt område i delstaten Ohio, USA, med 52 959 invånare. Den administrativa huvudorten (county seat) är Greenville. 

## Geografi
Enligt United States Census Bureau så har countyt en total area på 1 555 km². 1 553 km² av den arean är land och 2 km² är vatten.   

### Angränsande countyn
- Mercer County - nord
- Auglaize County - nordost
- Shelby County - nordost
- Miami County - öst
- Montgomery County - sydost
- Preble County - syd
- Wayne County, Indiana - sydväst
- Randolph County, Indiana - väst
- Jay County, Indiana - nordväst